# Christódoulos Kalérgis
Christódoulos Kalérgis, en grec moderne : Χριστόδουλος Καλέργης, 1678-1683 –1740, est l'un des rares peintres grecs d'icônes et de fresques à ne pas être originaire de Crète ou des îles Ioniennes. Il est originaire de Mykonos dans les Cyclades et est actif sur l'île de Mykonos et dans la région du Péloponnèse. Il est du mouvement des Lumières grecques modernes (Neo-Hellenikos Diafotismos), pour l'art et la période du rococo grec. Emmanouíl Skordílis (en), qui a apporté l'art de la Crète dans les Cyclades, a influencé Kalérgis et d'autres artistes locaux. L'œuvre la plus remarquable de Kalérgis est la Vierge à l'Enfant. Son art ressemble à un mélange de l'art byzantin tardif et de la maniera greca influencée par les Vénitiens. Dix de ses peintures et quatre fresques ont été conservées. À la même époque, un autre artiste célèbre, Nikoláos Kalérgis, portait le même nom de famille,,,.

## Galerie

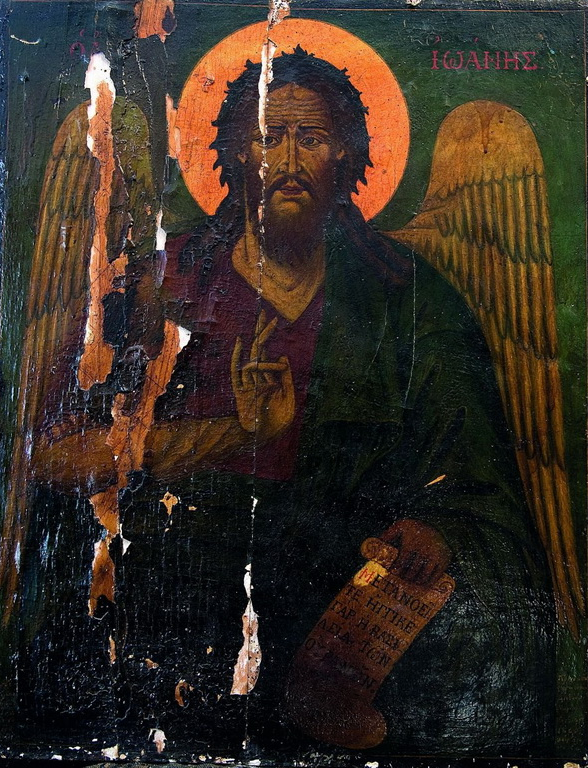
Jean le Baptiste
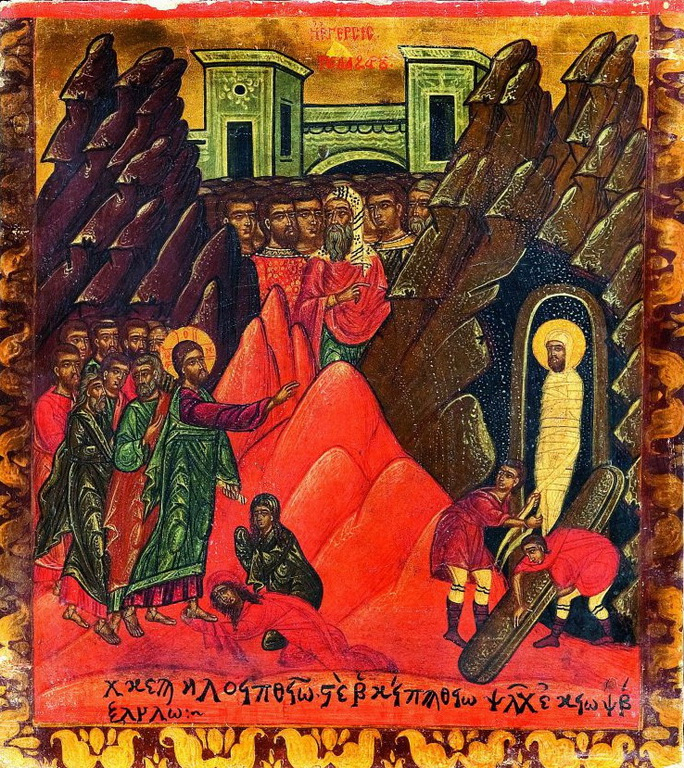
La résurrection de Lazare
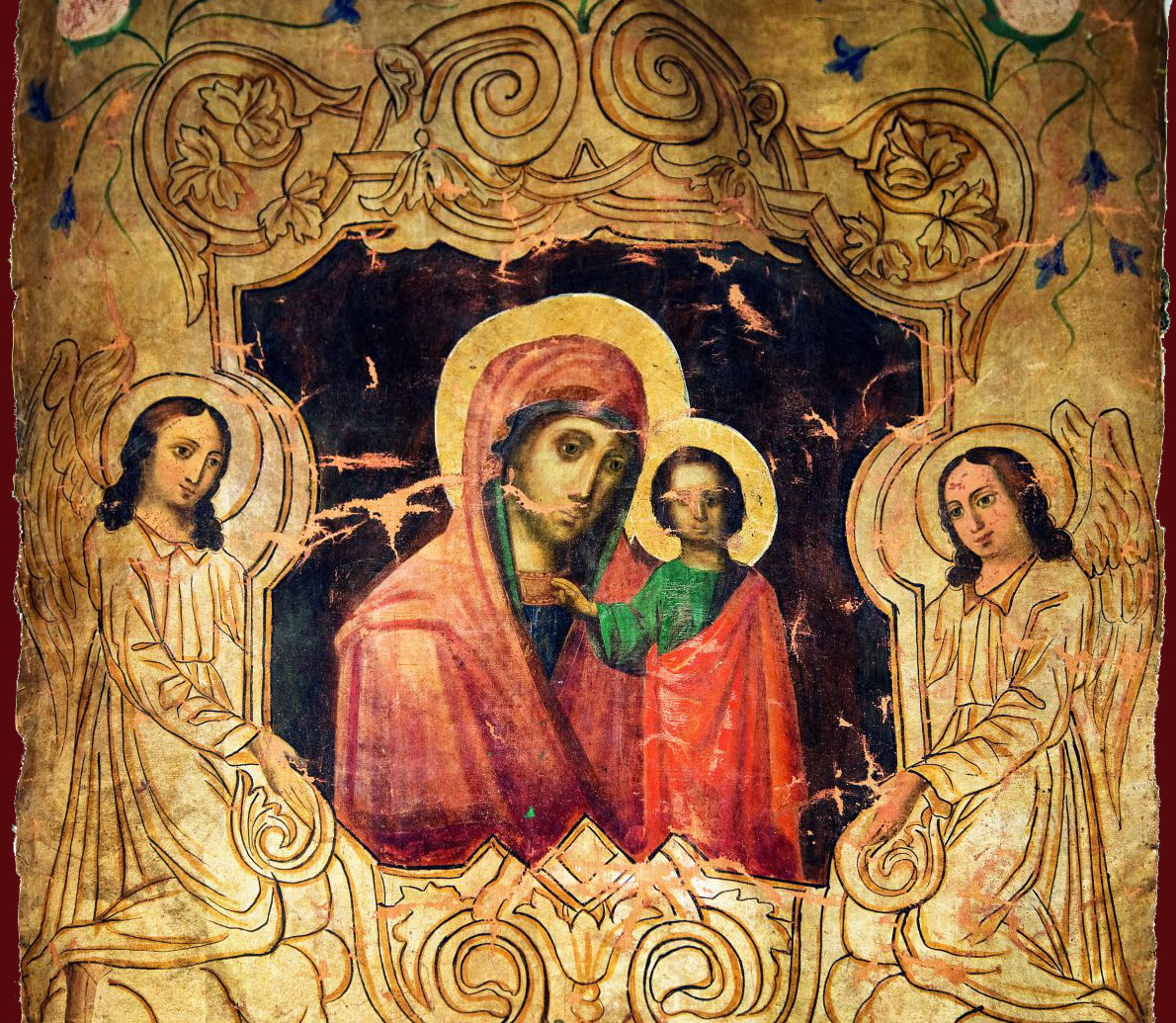
La Madone et l'enfant
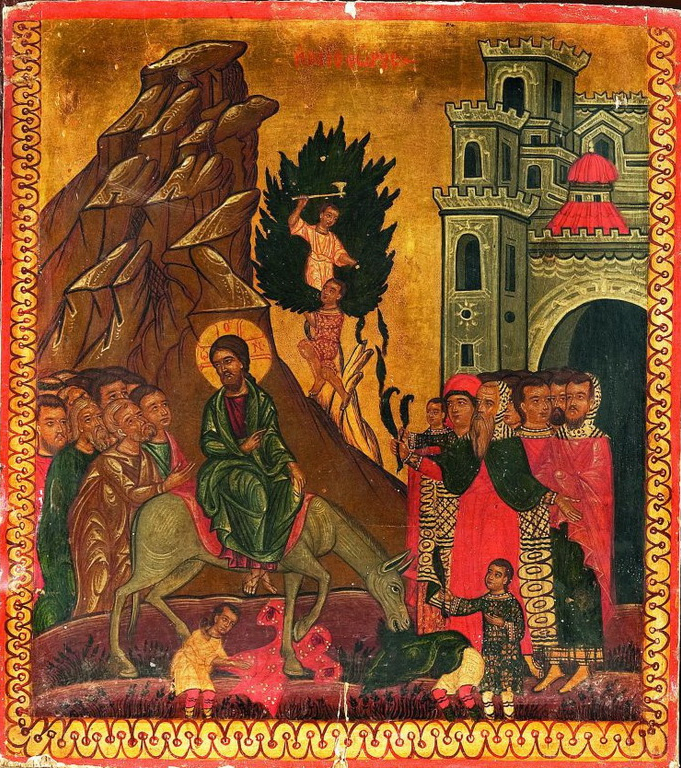
L'entrée à Jérusalem